# آناهیتا درگاهی
آناهیتا درگاهی (زادهٔ ۷ بهمن ۱۳۶۵) بازیگر و نقاش ایرانی است. او دارای مدرک کارشناسی ارشد نقاشی از دانشگاه هنر تهران است. وی فعالیت خود را در زمینه بازیگری با ایفای نقش در فیلم آخرین بار کی سحر را دیدی؟ در سال ۱۳۹۴ آغاز کرد.

## اوایل زندگی و تحصیلات
آناهیتا درگاهی در ۷ بهمن ۱۳۶۵ در تهران زاده شد. وی آموزش هنر نقاشی را از هفت سالگی، نزد عباس کاتوزیان آغاز کرد. وی نخستین دوره‌های بازیگری را نزد فرزاد مؤتمن گذراند. درگاهی تحصیلات خود را در رشته هنر ادامه داد و مدرک کارشناسی گرافیک و کارشناسی ارشد نقاشی از دانشگاه هنر تهران را دریافت کرد.

## کار بازیگری
فرزاد مؤتمن در سال ۱۳۹۴ او را برای بازی در فیلم خود آخرین بار کی سحر را دیدی؟ برگزید. این فیلم در پنج بخشِ جشنوارهٔ فیلم فجر نامزد جایزه شد و همین، تأثیر به سزایی در دیده شدن آناهیتا درگاهی داشت. درگاهی سپس در فیلم زرد (اثر مصطفی تقی‌زاده، ۱۳۹۵) بازی کرد. بعد از آن در فیلم‌های داستان سیاوش (امیر اسکندری، ۱۳۹۶)، قانون مورفی (رامبد جوان، ۱۳۹۷)، چشم و گوش بسته (فرزاد مؤتمن، ۱۳۹۷)، سودابه (محمدعلی سجادی، ۱۳۹۷)، درخت بنفش (امین اصلانی، ۱۳۹۸) و نیلگون (حسین سهیلی زاده، ۱۳۹۸) ایفای نقش کرد. او همچنین در مجموعه ممنوعه (به کارگردانی امیر پورکیان، ۱۳۹۶–۱۳۹۷) در نقش «طلا دَوَلّو» بازی کرد. درگاهی در تئاتر، در نمایش‌های در انتظار آدولف (به کارگردانی علیرضا کوشک جلالی)، سه خواهر (محمدحسن معجونی، ۱۳۹۶)، ده سال تنهایی (اشکان خطیبی)، قحطی‌زدگان (اشکان خطیبی، ۱۳۹۸) و سریال ساخت ایران فصل سوم و چندین نمایش دیگر نیز بازی کرده است.
فیلم جوجه تیغی با بازی او در سال ۱۳۹۹ ساخته شد و در سال ۱۴۰۳ اکران شد.

## کار گرافیکی
درگاهی در ایران و چند کشور دیگر، چندین نمایشگاه انفرادی نقاشی برپا کرده و در چندین نمایشگاه گروهی نیز حضور فعال داشته است. همچنین، طراحی گرافیکی پوسترهای زیادی را نیز بر عهده داشته است. او در کنار فعالیت در عرصه‌های نقاشی و بازیگری، در زمینه تهیه‌کنندگی موزیک ویدئو فعالیت دارد. موزیک ویدیو «پردهٔ آخر» از رضا کیانیان و کنسرت پروژه از آرین کشیشی از جمله فعالیت‌های او در این زمینه است.
درگاهی سه نمایشگاه انفرادی از آثار هنری خود در کاخ نیاوران و گالری سیحون و فرمانیه برپا کرده است. او همچنین، در سه نمایشگاه گروهی در موزه هنرهای زیبای کاخ سعدآباد، گالری کمال الملک و جم آرت گالری دبی شرکت داشته است. جدیدترین نمایشگاه نقاشی وی با نام «فصل من کجاست» در گالری آریانا برپا شد.

## زندگی شخصی

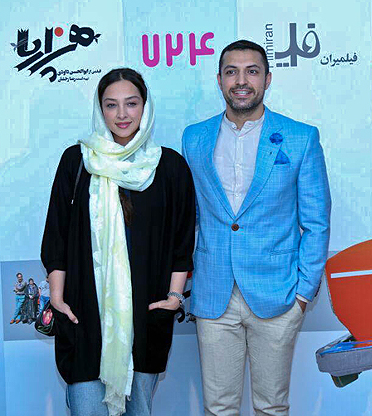
آناهیتا درگاهی با همسرش اشکان خطیبی در اکران خصوصی فیلم هزارپا در برج میلاد تهران

آناهیتا درگاهی ابتدا در سال ۱۳۹۳ با محمد پروین یکی از بازیکن‌های هافبک و پسر علی پروین ازدواج کرد اما بعد از مدتی از یکدیگر جدا شدند. او در دی ۱۳۹۵ با اشکان خطیبی، بازیگر، ازدواج کرد و در سال ۱۴۰۳ از وی طلاق گرفت.

## فیلم‌شناسی

### سینما
| سال  | عنوان                     | کارگردان                        | نقش  |
| ---- | ------------------------- | ------------------------------- | ---- |
| ۱۳۹۴ | آخرین بار کی سحر را دیدی؟ | فرزاد مؤتمن                     | کتی  |
| ۱۳۹۵ | زرد                       | مصطفی تقی‌زاده                   | بهار |
| ۱۳۹۶ | قانون مورفی               | رامبد جوان                      | شهره |
| ۱۳۹۷ | سودابه                    | محمدعلی سجادی                   |      |
| ۱۳۹۸ | چشم‌وگوش‌بسته               | فرزاد مؤتمن                     | نانا |
| ۱۳۹۸ | سینما شهر قصه             | کیوان علی‌محمدی و علی اکبر حیدری |      |
| ۱۳۹۸ | تورقوزآباد                | علی شاه‌حاتمی                    |      |
| ۱۳۹۸ | نیلگون                    | حسین سهیلی‌زاده                  |      |
| ۱۳۹۹ | راند چهارم                | علیرضا امینی                    |      |
| ۱۳۹۹ | جوجه تیغی                 | مستانه مهاجر                    |      |
| ۱۴۰۰ | مرد بازنده                | محمدحسین مهدویان                | بهار |
| ۱۴۰۳ | تاکسی درمی                | محمد پایدار                     |      |

### نمایش خانگی
| سال  | عنوان                    | کارگردان        | نقش          |
| ---- | ------------------------ | --------------- | ------------ |
| ۱۳۹۷ | ممنوعه                   | امیر پورکیان    | طلا دولو     |
| ۱۳۹۹ | خوب، بد، جلف: رادیواکتیو | محسن چگینی      | آناهیتا مدنی |
| ۱۴۰۰ | می‌خواهم زنده بمانم       | شهرام شاه‌حسینی  | شیوا مستور   |
| ۱۴۰۱ | ساخت ایران ۳             | بهمن گودرزی     | ستاره        |
| ۱۴۰۳ | قطب شمال                 | امین محمودی‌یکتا | ارغوان       |
| ۱۴۰۳ | غربت                     | امیر پورکیان    |              |

### تئاتر
- نفرین قحطی زدگان، کارگردان و مترجم: اشکان خطیبی، تماشاخانهٔ ایرانشهر، سالن استاد سمندریان، خرداد ۱۳۹۸[۵]
- وقتی خروس غلط می خوانَد، کارگردان: علی شمس، تماشاخانه ایرانشهر، ۱۳۹۷
- کنسرت تئاتر ده سال تنهایی، اشکان خطیبی، تالار وحدت، ۱۳۹۷[۶]
- در انتظار آدولف، کارگردان و مترجم: علیرضا کوشک جلالی، تماشاخانه ایرانشهر سالن استاد ناظرزاده کرمانی، آذر ۱۳۹۶
- سه خواهر (اثر آنتون چخوف)، محمدحسن معجونی، تماشاخانهٔ پالیز، خرداد ۱۳۹۶
- نمایشنامه خوانی مدرسهٔ شبانه (اثر هارولد پینتر)، ۱۳۹۵[۷]